# M.O.
M.O. è il settimo album in studio del cantante hip hop/R&B statunitense Nelly, pubblicato nel settembre 2013 per Republic Records.

## Tracce
1. Get Like Me (featuring Nicki Minaj & Pharrell) – 3:51
2. Give U Dat (featuring Future) – 4:12
3. Rick James (featuring T.I.) – 3:46
4. Heaven (featuring Daley) – 3:23
5. Maryland, Massachusetts – 3:48
6. 100K (featuring 2 Chainz) – 3:49
7. All Around the World (featuring Trey Songz) – 4:07
8. IDGAF (featuring Pharrell & T.I.) – 3:10
9. U Know U Want To – 3:50
10. My Chick Better (featuring Fabolous & Wiz Khalifa) – 4:18
11. Walk Away (featuring Florida Georgia Line) – 4:18
12. Headphones (featuring Nelly Furtado) – 4:18

## Classifiche
| Classifica (2013) | Posizione massima |
| ----------------- | ----------------- |
| Stati Uniti       | 14                |